# 3982 Kastelʹ
3982 Kastelʹ este un asteroid din centura principală, descoperit pe 2 mai 1984, de Liudmila Karacikina.